# 제3회 이주민 영화제
제3회 이주민 영화제는 2008년 8월 8일에 열린 시상식이다.

## 수상 및 후보

### 그림자 인간
- 종이 인형 - 토머 헤이먼
- 208 비행기 - 이제하

### 나비의 노래
- B.A.T.A.M. - 리암 댈젤 외 2명
- 털실 - 파트마 조라 자뭄
- 흐리스티나의 집 - 쉬잔느 라에스

### 새로운 세상을 그리는 아이들
- 소년은 자란다 - 배성근
- 세리와 하르 - 장수영

### 이주의 시선
- 국가보호가 필요하다 - 로버트 프레이
- 아치게를 562시간 - 아치게를
- 곰 세 마리 - 서영숙
- 날개 - 디나
- 내 이야기 - 율리야 킴

### 주목해야할 이야기들
- 어둠속의 등불 - ashok thapa
- 희망의 섬 - 아미눌 악암
- 자유의 도시, 노예의 도시 - 프라빈 미쉬라